# Martin Cruz Smith
Martin Cruz Smith (ur. 3 listopada 1942 w Reading, zm. 12 lipca 2025 w San Rafael) – powieściopisarz amerykański.

## Życiorys
Martin Cruz Smith (właściwie Martin William Smith) pierwotnie pisał pod imieniem Martin Smith. Jego agent Knox Burger poprosił Smitha, aby dodał trzeci człon do nazwiska, więc Smith wybrał przydomek Cruz.
Ukończył studia na Uniwersytecie Pensylwanii. Od 1965 do 1969 pracował jako dziennikarz, jako pisarz debiutował w 1970 roku. Jego książka Gypsy in Amber (1971) była nominowana do nagrody nagrody im. Edgara Allana Poego. Nightwing to jego przełomowa powieść, na której podstawie nakręcono film.
Smith był już znanym pisarzem, z ugruntowaną pozycją na rynku, gdy w 1981 ukazał się Park Gorkiego. Pierwsza z cyklu siedmiu powieści, których bohaterem jest oficer śledczy moskiewskiej prokuratury Arkady Renko. Książka Park Gorkiego w niedługim czasie została nazwana przez tygodnik Time „thrillerem lat '80” i stała się bestsellerem.
Martin Cruz Smith mieszkał w San Rafael, w Kalifornii z żoną i trójką dzieci.
Bibliografia:
Cykl Arkady Renko
1. Park Gorkiego (Gorky Park, 1981)
2. Gwiazda Polarna (Polar Star, 1989)
3. Plac czerwony (Red Square, 1992) – zapowiedź
4. Havana Bay (1999)
5. Zona (Wolves Eat Dogs, 2004)
6. Duch Stalina (Stalin's Ghost, 2007)
7. Plac Komsomolski (Three Stations, 2010)
8. Na własną rękę (Tatiana, 2013)

Pozostałe
- The Indians Won (1970)
- Gypsy in Amber (1971)
- Canto for a Gypsy (1972)
- Analog Bullet (1972)
- Inca Death Squad (1972) (jako Nick Carter)
- The Devil's Dozen (1973) (jako Nick Carter)
- The Devil in Kansas (1974) (The Inquisitor Series #1) (jako Simon Quinn)
- The Last Time I Saw Hell (1974) (The Inquisitor Series #2) (jako Simon Quinn)
- Nuplex Red (1974) (The Inquisitor Series #3) (jako Simon Quinn)
- His Eminence, Death (1974) (The Inquisitor Series #4) (jako Simon Quinn)
- The Midas Coffin (1975) (The Inquisitor Series #5) (jako Simon Quinn)
- The Human Factor (1975) (JakoSimon Quinn)
- The Wilderness Family (1975) (Jako Martin Quinn)
- Last Rites for the Vulture (1975) (The Inquisitor Series #6) (jako Simon Quinn)
- Nightwing (1977)
- Ride for Revenge (A Slocum western) (jako Jake Logan)
- Stallion Gate (1986)
- Rose (1996)
- December 6 (2002) (wyszło też pod tytułem Tokyo Station)